# 贝图寺
贝图寺（英語：Spituk Monastery），藏语称贝图贡巴（Spituk Gompa或Pethup Gompa），是印度北部查谟－克什米尔邦拉达克列城县的一座藏传佛教寺院。

## 历史
该寺距离列城县8公里。该寺的创始人为11世纪的俄德（Od-de），他是拉喇嘛绛曲俄（Lha Lama Changchub Od）的兄长。创建伊始，该寺属于红教（藏传佛教宁玛派），后来在15世纪被黄教（藏传佛教格鲁派）夺走。
该寺现有100名喇嘛。寺内有一尊巨大的迦梨（Kali）像，每次贝图节的时候进行展示。

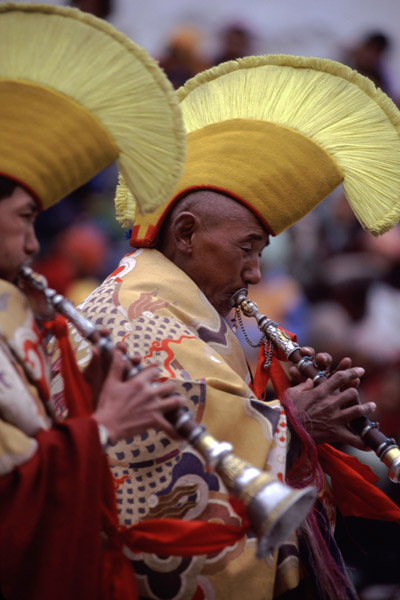
古多节上贝图寺吹号的号手

每年，古多节（英語：Gustor Festival）在藏历11月27-29日举行。

## 地理
该寺海拔3,307米。